# Wiżyszki
Wiżyszki (lit. Vyžiškės) – wieś na Litwie, w rejonie wileńskim, 6 km na północ od Ławaryszek, zamieszkana przez 30 osób.  
W II Rzeczypospolitej wieś Wiżyszki leżała w województwie wileńskim, w powiecie wileńsko-trockim, do 1 kwietnia 1927 w gminie Bystrzyca, następnie w gminie Mickuny.
Po II wojnie światowej w granicach Związku Sowieckiego. Od 1991 na niepodległej Litwie.